# Humberto Werneck
Humberto Werneck (Belo Horizonte, 1945) é jornalista, cronista, contista e escritor brasileiro.

## Biografia
Humberto Werneck nasceu em Belo Horizonte, em 1945, é radicado em São Paulo, desde 1970.

## Carreira jornalística
Humberto Werneck começou no jornalismo no Suplemento Literário do Minas Gerais, atendendo ao convite de Murilo Rubião. Já trabalhou no Jornal da Tarde, Veja, Jornal da República, IstoÉ, Jornal do Brasil e Elle. É cronista do jornal O Estado de S. Paulo. 

## Carreira de escritor
Humberto Werneck ganhou um concurso de contos. Em 2005, teve o livro Pequenos Fantasmas, sendo vendido nas livrarias, este livro ele considerou como um livro de confidencial, tratou-se de volume de contos.
Além dos livros que veio publicando, desde o final dos anos de 1980, começou com uma reportagem biográfica sobre Chico Buarque, incluída no livro Chico Buarque, letra e música (Companhia das Letras, 1989) essa obra foi ampliada em Tantas Palavras (Companhia das Letras, 2006). Em 2006 e 2007 organizou a obra de Murilo Rubião, essas obras foram lançadas pela Companhia das Letras.
Em 2008, publicou o livro O Santo Sujo - a vida de Jayme Ovalle (Cosac Naify), título da biografia do músico Azulão, que tomou 17 anos de Humberto Werneck, com essa obra ele ganhou o prêmio da Associação Paulista de Críticos de Arte, como a melhor biografia do ano.
Humberto Werneck, publicou também o dicionário, O Pai dos burros (Arquipélago Editorial, 2009) e uma reunião de suas crônicas O espalhador de passarinhos (Edições Dubolsinho, 2010). Ainda em 2010, publicou através da Companhia das Letras, Vultos da República - Os melhores perfis políticos da Revista Piauí. Em 2011, passou a escrever uma biografia sobre Manuel Bandeira e lançou o livro Esse inferno vai acabar.
As principais influências do escritor, são Carlos Drummond de Andrade, Pedro Nava, Fernando Sabino, Otto Lara Resende, Paulo Mendes Campos, Hélio Pellegrino e Ciro dos Anjos.

## Academia de Letras
Membro da Academia Mineira de Letras, ocupa a cadeira número 5, tendo como patrono José Maria Teixeira de Azevedo Junior.

## Convivência
Humberto Werneck conviveu com Carlos Drummond de Andrade, Pedro Nava, Fernando Sabino, Otto Lara Resende, Paulo Mendes Campos, Hélio Pellegrino, Ciro dos Anjos, dentre outros.

## Principais obras
- Sonhos rebobinados, crônicas. Porto Alegre: Arquipélago Editorial, 2014, 231p;
- Esse Inferno vai acabar, crônicas. Porto Alegre: Arquipélago Editorial, 2011, 189p;
- O Espalhador de Passarinhos, crônicas. Belo Horizonte: Dubolsinho, 2010, 142p.; 2ª edição, revista, 173p. Porto Alegre, Arquipélago Editorial, 2021;
- O pai-dos-burros — Dicionário de lugares-comuns e frases feitas, Porto Alegre, Arquipélago Editorial, 2009, 205p.; 2ª edição, revista e ampliada, 2014, 237p;
- O santo sujo – A vida de Jayme Ovalle. São Paulo: Cosac Naify, 2008, 399p;
- Pequenos fantasmas, contos. São Paulo, Novesfora, 2005, 117p. (Edição fora do comércio, com 500 exemplares numerados e rubricados pelo autor.);
- O desatino da rapaziada – Escritores e jornalistas em Minas Gerais (1992. São Paulo: Companhia das Letras/IMS, 1992, 206p.; 2ª edição, revista, 2012, 223p;

## Participação em obras coletivas
- “Menino no quintal”. Em Uma pátria chamada infância, antologia de contos. Seleção e organização de Luiz Ruffato. Curitiba: Positivo, 2019;

- “Hilda se despede da seriedade”. Em Pornochic, coletânea de escritos de e sobre Hilda Hilst. Ana Lima Cecilio (ed. resp.). São Paulo: Editora Globo, 2014;

- “Chão sepulto”. Em Por trás daquela foto. Lilia Moritiz Schwarcz Thyago Nogueira (orgs.). São Paulo: Companhia das Letras, 2011;

- “Foi córner ou escanteio?”. Em A cabeça do futebol. Carlos Magno Araújo e Gustavo de Castro (orgs.). Brasília: Casa das Musas, 2009;

- “1920-1970: Meio século de Literatura Mineira nos Periódicos”. Em Olhares sobre Minas: Sugestões de leitura. Maria Augusta da Nóbrega Cesarino (org.). Belo Horizonte: Secretaria de Estado da Cultura de Minas Gerais Secretaria de Estado da Cultura de Minas Gerais/ Superintendência de Bibliotecas Públicas, 2008;

- “Loja de Frases” e Cronologia. Em Arquivinho Otto Lara Resende. Lélia Coelho Frota (org.) Rio de Janeiro: Bem-Te-Vi, 2006;

- “Uma semana no Paraíso”. Em O melhor da gastronomia e do bem-viver. Luiz Horta (org.). São Paulo: DBA, 2004;

- “Os passos da música”. Em Oito ou nove ensaios sobre o Grupo Corpo. Inês Bogéa (org. e apres.). São Paulo: Cosac Naify, 2001;

- “Menino no quintal”. Em Menino no quintal, antologia de contos. João Alberto Ferrari de Lima (org.), João Paulo Gonçalves da Costa e Luiz Carlos Polizzi Coelho (sel.). Belo Horizonte: FMB/Lemi, s/d 1979;

- “Febre aos trinta e nove degraus” e “Vagalume”. Em Antologia de contistas novos. Moacir C. Lopes (org.). Rio de Janeiro: Instituto Nacional do Livro,  1971;

- “Menino no quintal”. Em Contos gerais, antologia de contos. Belo Horizonte: Edições Oficina, 1971;
- “Menino no quintal” e “Vagalume”, em Porta:, coletânea de ficção e poesia de autores jovens. Ed. mimeografada. Belo Horizonte, 1966;

## Participação em livro de outros autores:
- "Gol de Letras”, reportagem biográfica contida em Chico Buarque Letra e Música. São Paulo: Companhia das Letras, 1989, com diversas reimpressões. Sucessivamente revista e atualizada, a mesma reportagem biográfica integra, agora sem título, e pela mesma editora, o livro Tantas Palavras, de Chico Buarque (p. 9 a 131), com diversas reimpressões, publicado também em Lisboa, pela Companhia das Letras Portugal (Penguin/Random House) em 2018;
- Último caderno de Lanzarote, de José Saramago (São Paulo: Companhia das Letras, 2018): nas páginas 144 a 159, entrevista com o escritor português, para a Revista Playboy, publicada dias antes do anúncio do Prêmio Nobel de Literatura de 1998;

## Participação em revistas Literárias
- “Acontecimento de família”. Em RL Revista Literária da UFMG-50 anos. Org. Fernanda e Luis Alberto Brandão. Belo Horizonte: Faculdade de Letras da UFMG, 2016;

- “A ditadura do best-seller”. Em Rumos [do] jornalismo cultural. São Paulo: Summus/Itaú Cultural, 2017;

- “O condenado”. Em Revista de Letras, nº 5. Porto Rico: Universidad de Puerto Rico em Mayagüez, março de 1970;

- “Acontecimento de família”. Em RL Revista Literária, nº 2. Belo Horizonte:Universidade Federal de Minas Gerais. Belo Horizonte, 1968;

- “Vagalume”. Na revista Estória, nº 3, de dezembro de 1966;

## Participação em coletâneas jornalísticas
- Playboy: As melhores entrevistas. Luiz Rivoiro (editor). São Paulo, Editora Abril, 2009. (Entrevistas com Chico Buarque e Nelson Rodrigues).[23]